# Казалбордино-Мираколи (Кјети)
Казалбордино-Мираколи (итал. Casalbordino-Miracoli) је насеље у Италији у округу Кјети, региону Абруцо.
Према процени из 2011. у насељу је живело 5028 становника. Насеље се налази на надморској висини од 152 м.